# Eugenia Bożko
Eugenia Bożko (ur. 1922 w Nowogródku, zm. 2007 w Kłodzku) – polska działaczka kulturalna i społeczna, jedna ze współorganizatorek Kłodzkiego Ośrodka Kultury.

## Życiorys
Urodziła się w 1922 roku w Nowogródku, gdzie uczęszczała do szkoły elementarnej i średniej. Po wybuchu II wojny światowej, została wywieziona do Kazachstanu w 1940 roku, w którym spędziła sześć lat swojego życia. Po powrocie osiedliła się w Kłodzku, gdzie zaangażowała się w działalność kulturalną miasta. Pełniła ponadto szereg funkcji takich jak: sekretarz Powiatowej Rady Związków Zawodowych w Kłodzku i sekretarz Towarzystwa Miłośników Ziemi Kłodzkiej.
W 1958 roku została powołana na kierownika Powiatowego Domu Kultury w Kłodzku, a rok później objęła funkcję kierownika działającego przy PDK, kina „Dąbrówka” (do 1972). Położyła trwałe podwaliny pod dzisiejszy kształt placówki. W czasie jej kadencji praca merytoryczna placówki przeszła jakościowe przeobrażenia: stare formy pracy kulturalno-wychowawczej zostały zmienione na nowe, odpowiadające przeobrażeniom politycznym, społecznym oraz kulturalnym, które zaszły w kraju po 1956 roku. Nowe kierownictwo powołało do życia – wykorzystując inicjatywy miejscowej inteligencji, m.in. takie formy pracy jak: Dyskusyjny Klub Filmowy, Wszechnicę Nauczycielską, Klub Twórczej Inteligencji. Zaczęło się tworzyć miejscowe środowisko twórcze, co w rezultacie przyczyniło się do powstania jednej z największych inicjatyw kulturalnych Kłodzka w powojennym okresie – Kłodzkich Wiosen Poetyckich.
W 1965 roku zrezygnowała z kierowania Powiatowym Domem Kultury, a w 1972 roku przejęła kierownictwo kłodzkiego kina „Aurora”. Była jego ostatnim kierownikiem, ponieważ po jej przejściu na emeryturę w 1990 roku, placówka została zamknięta ze względu na nierentowność.